# TCF Бенк Стедіум
TCF Бенк Стедіум (англ. TCF Bank Stadium) — американський футбольний стадіон, розташований у місті Міннеаполіс, штат Міннесота. Стадіон є домашньою ареною команди Університету Міннесоти, також тимчасово (у 2014—2015 роках) приймає матчі команди НФЛ Міннесота Вайкінгс.